# Monochroa dellabeffai
Monochroa dellabeffai is een vlinder uit de familie tastermotten (Gelechiidae). De wetenschappelijke naam is voor het eerst geldig gepubliceerd in 1932 door Rebel.
De soort komt voor in Europa.